# أليس سوانسون إستي
أليس سوانسون إستي (بالإنجليزية: Alice Swanson Esty)‏ هي مغنية وممثلة أمريكية، ولدت في 8 نوفمبر 1904، وتوفيت في 21 يوليو 2000 بسبب سرطان.

## وصلات خارجية
- أليس سوانسون إستي على موقع ميوزك برينز (الإنجليزية)